# Чемпионат Европы по современному пятиборью среди женщин 2013
XXI Чемпионат Европы по современному пятиборью среди женщин 2013 года проводился в городе Джанков ( Польша). Одновременно проходил XXII Чемпионат Европы среди мужчин.

## Результаты
| Дисциплина           | Золото                                             | Серебро                                         | Бронза                                            |
| Индивидуальный зачет | Венгрия · FOLDHAZI Zsofia                          | Украина · Буряк Анна                            | Украина · Спас Анастасия                          |
| Командный зачет      | Великобритания · FRENCH K. · MURRAY S. · SPENCE M. | Украина · А. Буряк · Л. Хохлова · В. Терещук    | Германия · DORING R. · SCHLEU A. · Шенеборн, Лена |
| Эстафета             | Великобритания · FRENCH K. · MURRAY S. · BURKE K.  | Польша · WOJCIK. K · NOWACKA. O · SKARZYNSKA. A | Германия · Шенеборн, Лена · KNACK. C · SCHLEU. A  |